# Cnemidocarpa lobata
Cnemidocarpa lobata är en sjöpungsart som först beskrevs av Kott 1952.  Cnemidocarpa lobata ingår i släktet Cnemidocarpa och familjen Styelidae. Inga underarter finns listade i Catalogue of Life.